# Victor Lind (labdarúgó)
Victor Lind (Løgumkloster, 2003. július 12. –) dán korosztályos válogatott labdarúgó, a svéd Norrköping csatárja kölcsönben a Midtjylland csapatától.

## Pályafutása

### Klubcsapatokban
Lind a dániai Løgumkloster városában született. Az ifjúsági pályafutását a SønderjyskE csapatában kezdte, majd a Midtjylland akadémiájánál folytatta.
2021-ben mutatkozott be a Midtjylland első osztályban szereplő felnőtt keretében. Először a 2021. augusztus 6-ai, Vejle ellen 4–1-re megnyert mérkőzés 84. percében, Anders Dreyer cseréjeként lépett pályára. Első gólját 2021. augusztus 13-án, a SønderjyskE ellen idegenben 2–0-ás győzelemmel zárult találkozón szerezte meg. A 2022-es szezon második felében a norvég HamKam, míg 2023-as szezonban a svéd Norrköping csapatát erősítette kölcsönben.

### A válogatottban
Lind az U16-ostól az U21-esig szinte minden korosztályos válogatottban képviselte Dániát.

## Statisztikák
2023. március 5. szerint
| Klub                    | Szezon   | Osztály          | Bajnokság | Bajnokság | Kupa  | Kupa | Nemzetközi | Nemzetközi | Összesen | Összesen |
| Klub                    | Szezon   | Osztály          | Meccs     | Gól       | Meccs | Gól  | Meccs      | Gól        | Meccs    | Gól      |
| ----------------------- | -------- | ---------------- | --------- | --------- | ----- | ---- | ---------- | ---------- | -------- | -------- |
| Midtjylland             | 2021–22  | Danish Superliga | 20        | 3         | 5     | 2    | 11         | 0          | 36       | 5        |
| Midtjylland             | 2022–23  | Danish Superliga | 3         | 0         | 0     | 0    | 1          | 0          | 4        | 0        |
| Midtjylland             | Összesen | Összesen         | 23        | 3         | 5     | 2    | 12         | 0          | 40       | 5        |
| HamKam (kölcsönben)     | 2022     | Eliteserien      | 7         | 0         | 0     | 0    | —          | —          | 7        | 0        |
| Norrköping (kölcsönben) | 2023     | Allsvenskan      | 0         | 0         | 3     | 1    | —          | —          | 3        | 1        |
| Összesen                | Összesen | Összesen         | 30        | 3         | 8     | 3    | 12         | 0          | 50       | 6        |

## Sikerei, díjai
Midtjylland
- Dán Kupa
  - Győztes (1): 2021–22